# WWE 2K22
WWE 2K22 — компьютерная игра о рестлинге, разработанная Visual Concepts, издателем выступила 2K Sports. Это двадцать вторая игра в серии игр WWE и девятая игра под брендом WWE 2K. Релиз игры состоялся 11 марта 2022 года для Windows, PlayStation 4, PlayStation 5, Xbox One и Xbox Series X/S. Следующая игра серии, WWE 2K23, вышла 17 марта 2023 года.

## Разработка
Игра была официально анонсирована через тизер-трейлер, который вышел в эфир перед шоу WrestleMania 37. Анонс состоялся почти через год после того, как 2K Sports отменила ожидаемую WWE 2K21. После того, как предыдущая игра получила негативный приём со стороны критиков и фанатов, исполнительный продюсер франшизы WWE 2K Патрик Гилмор пообещал, что в этой игре больше внимания будет уделяться качеству. Комментатор Майкл Коул также объявил на эпизоде SmackDown от 23 июля, что в 2K22 будет переделан игровой движок и будет сделано более плавное управление, что было подтверждено источниками, близкими к 2K.
21 августа 2021 года, во время SummerSlam, был показан второй тизер-трейлер, в котором называлась дата выхода — март 2022 года.
18 ноября 2021 года был выпущен трейлер, в котором подчёркивались десять особенностей игры. В трейлере было показано, что режим GM Mode (теперь известный как MyGM) вернётся впервые за четырнадцать лет после WWE SmackDown vs. Raw 2008, и что в игре будет переработан геймплей.
20 января 2022 года был выпущен официальный трейлер игры, а также официальная дата выхода — 11 марта 2022 года. На обложку игры попал Рей Мистеро, это посвящено 20-летию с момента дебюта Мистеро в WWE.
У игры есть три официальных издания: nWo 4-Life издание, Deluxe издание и стандартное. Издания nWo 4-Life и Deluxe вышли 8 марта 2022 года, на три дня раньше, чем стандартное.

## Оценки
| Сводный рейтинг    | Сводный рейтинг                        |
| Агрегатор          | Оценка                                 |
| ------------------ | -------------------------------------- |
| Metacritic         | (PC) 71/100 (PS5) 76/100 (XBSX) 77/100 |
| Иноязычные издания |                                        |
| Издание            | Оценка                                 |
| Destructoid        | 6,5/10                                 |
| Game Informer      | 8/10                                   |
| GameSpot           | 7/10                                   |
| GamesRadar+        | [ 20 ]                                 |
| Hardcore Gamer     | 4/5                                    |
| IGN                | 8/10                                   |
| Push Square        | [ 23 ]                                 |
| Shacknews          | 6/10                                   |

WWE 2K22 получила «смешанные или средние отзывы» для версии для Windows и «в целом благоприятные отзывы» для версий для PlayStation 5 и Xbox Series X/S, согласно агрегатору рецензий Metacritic.